# 恋愛代行
『恋愛代行』（れんあいだいこう）は、原作：赤坂アカ、作画：西沢5㍉による日本の漫画作品。『週刊ヤングジャンプ』（集英社）にて、2023年22・23合併号より2024年27号まで連載。ウェブコミック配信サイト『少年ジャンプ+』（集英社）でも2023年5月31日より2024年6月12日まで毎週水曜更新で連載された。原作の赤坂が本作と『【推しの子】』で、2作同時に週刊連載を行った作品である。2023年37・38合併号から1か月ほどは、赤坂の体調不良により同作とともに休載された。
2024年、「ebookjapanマンガ大賞」にノミネート。

## 登場人物
麻理・マリーアウィンター＝七瀬（まり マリ－アウィンター ななせ）
本作のヒロイン。北ヨーロッパで生まれ、アメリカで育った混血児。
母親は日本人で、父親はスウェーデン人で、スウェーデンの日本大使館で働いていたが、両親は離婚している。母親と一緒に暮らすことを選び、彼女は日本に戻ってきた。
成績優秀で、運動神経が抜群。英語、スウェーデン語、日本語の3か国語を話す。青芝高校に転校する前は女子校に通っていたため、男性に対して特に恥ずかしがりやである。
本の表紙に恋愛代理店の広告を見て、恋愛に対する恐怖心から、「コン」に恋愛に関する全てを依頼する。
関 マサヤ（せき マサヤ）
以前、茉理に連絡先を断られたことから、「ポン」の指示に従い、内向的な書き物に偽装している。彼の本当の性格は外向的なプレイボーイである。
コン / 相川琥紺（あいかわ ここん）
恋愛代理人。本名は「相川琥紺」で、愛称は「コン」。仮想イメージはキツネ。代理サービスには恋愛に関する全てが含まれる。
ポン / 松田 ケンゴ（まつだ ケンゴ）
恋愛代理人。本名は「松田健吾」で、愛称は「ポン」。仮想イメージはタヌキ。代理サービスには恋愛に関する全てが含まれる。

## 作風
ライターのイガラシダイによると、本作は「「恋愛の代行を頼む人たち」が右往左往する姿」が描かれる作品である。イガラシは、赤坂は『かぐや様は告らせたい〜天才たちの恋愛頭脳戦〜』で「恋愛をなかばバトルやゲームのように」描いたが、その進化系といえる本作の「それぞれのキャラクターの思惑が交錯していくさまは、さながら頭脳ゲームのようでもある」と評している。

## 書誌情報
- 赤坂アカ×西沢5㍉ 『恋愛代行』 集英社〈ヤングジャンプ コミックス〉、全4巻
  1. 2023年11月22日発行（2023年11月17日発売[12]）、ISBN 978-4-08-893004-6
  2. 2024年2月24日発行（2024年2月19日発売[13]）、ISBN 978-4-08-893146-3
  3. 2024年5月22日発行（2024年5月17日発売[14]）、ISBN 978-4-08-893286-6
  4. 2024年8月24日発行（2024年8月19日発売[15]）、ISBN 978-4-08-893352-8